# Копенгагенський зоопарк
Копенгагенський зоопарк (дан. København Zoo) — зоологічний сад у Копенгагені, Данія. Заснований у 1859 році, це один із найстаріших зоопарків у Європі і є членом член EAZA. Він займає 11 гектарів (27 акрів) і розташований у муніципалітеті Фредеріксберг, затиснутий між парками Фредеріксберг Гарденс і Сондермаркен. З 1 571 331 відвідувачем у 2019 році це найбільш відвідуваний зоопарк і одна з найпопулярніших визначних пам'яток Данії. Зоопарк відомий своїм новим Будинком слонів, спроєктованим британським архітектором сером Норманом Фостером. Зоопарк підтримує та просуває ряд європейських програм розведення.

## Історія

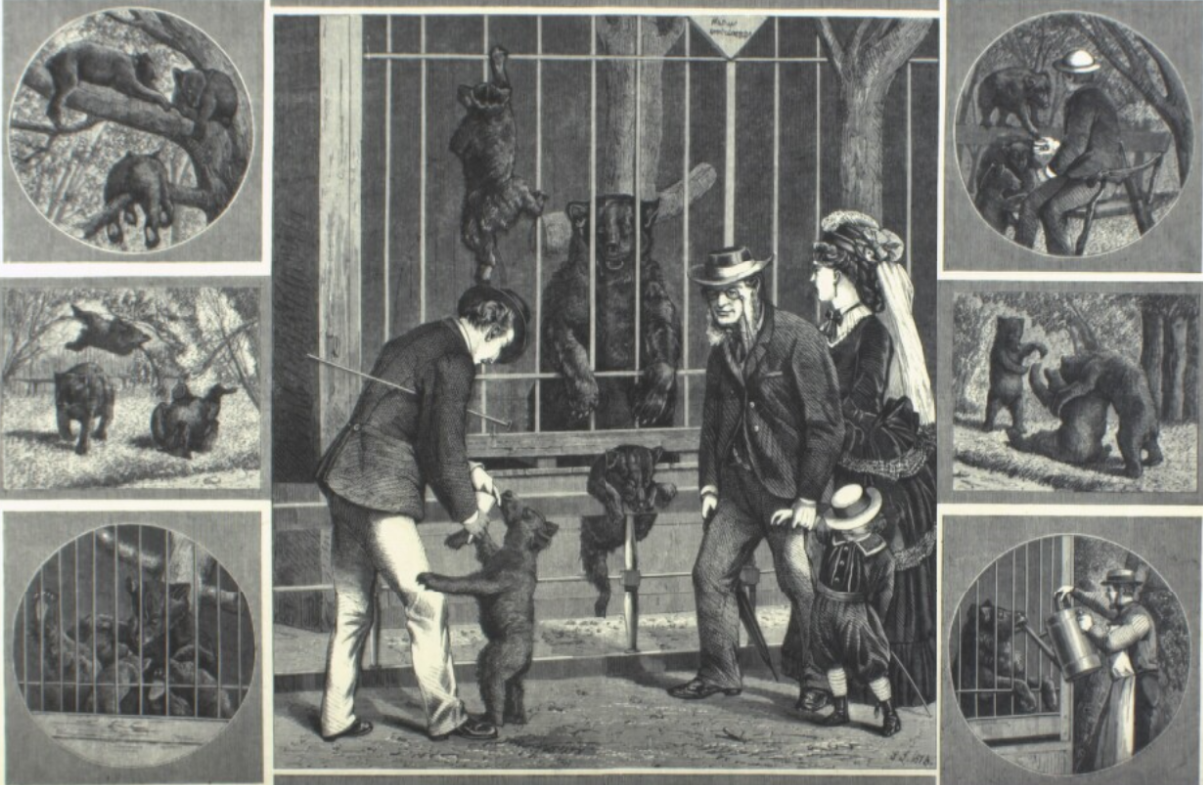
Копенгагенський зоопарк, 1873 рік

Копенгагенський зоопарк був заснований орнітологом Нільсом К'єрбеллінгом у 1859 році. Головна дирекція Копенгагена надала йому літній сад «Принцеси Вільгельміни» (Сад принцеси Вільгельміни). На відкритті відвідувачі могли споглядати орлів, курей, качок, сов, кроликів, лисицю, тюленя у ванні та черепаху у відрі. У перші роки існування зоопарку основна увага зосереджувалася на демонстрації якомога більшої кількості різних видів тварин, але згодом, коли питання добробуту тварин стало більш актуальним, кількість різних видів зменшилася на користь більшого простору для кожної тварини. У 1901 році в зоопарку з'явилася людська експозиція з 25 індіанцями — чоловіками, жінками та дітьми, де «коричневі екзотичні» люди проводили своє повсякденне життя в будиночках із пальмового листя, побудованих у центрі зоопарку. Однією з найвідоміших тварин, що утримувалися в зоопарку, був самець веретільниці, який прожив там з 1892 по 1946 рік (протягом 54 років, що є рекордом серед ящірок).
З початку 1980-х років Копенгагенський зоопарк зазнав реконструкції, спрямованої на заміну кліток на вольєри, які відтворюють природне середовище тварин, забезпечуючи їм кращий спосіб життя, а відвідувачам — більш реалістичні враження від відвідування зоопарку. Результатом цих зусиль стали Будинок для слонів та савана площею 1,5 гектара (3,7 акра). Савана має Будиночок бегемотів, де за бегемотами можна спостерігати під водою.
Зоопарк зберіг багато історичних будівель. Найстаріша будівля, яка досі використовується, стайня для яків, була зведена в 1872 році, і зараз у ній утримуються двогорбі верблюди. Будинок травоїдних тварин, побудований у 1875 році, досі містить травоїдних тварин, а саме тапірів. На згадку про те, як колись утримували тварин у зоопарку, сьогодні залишилася совина вежа 1885 року.

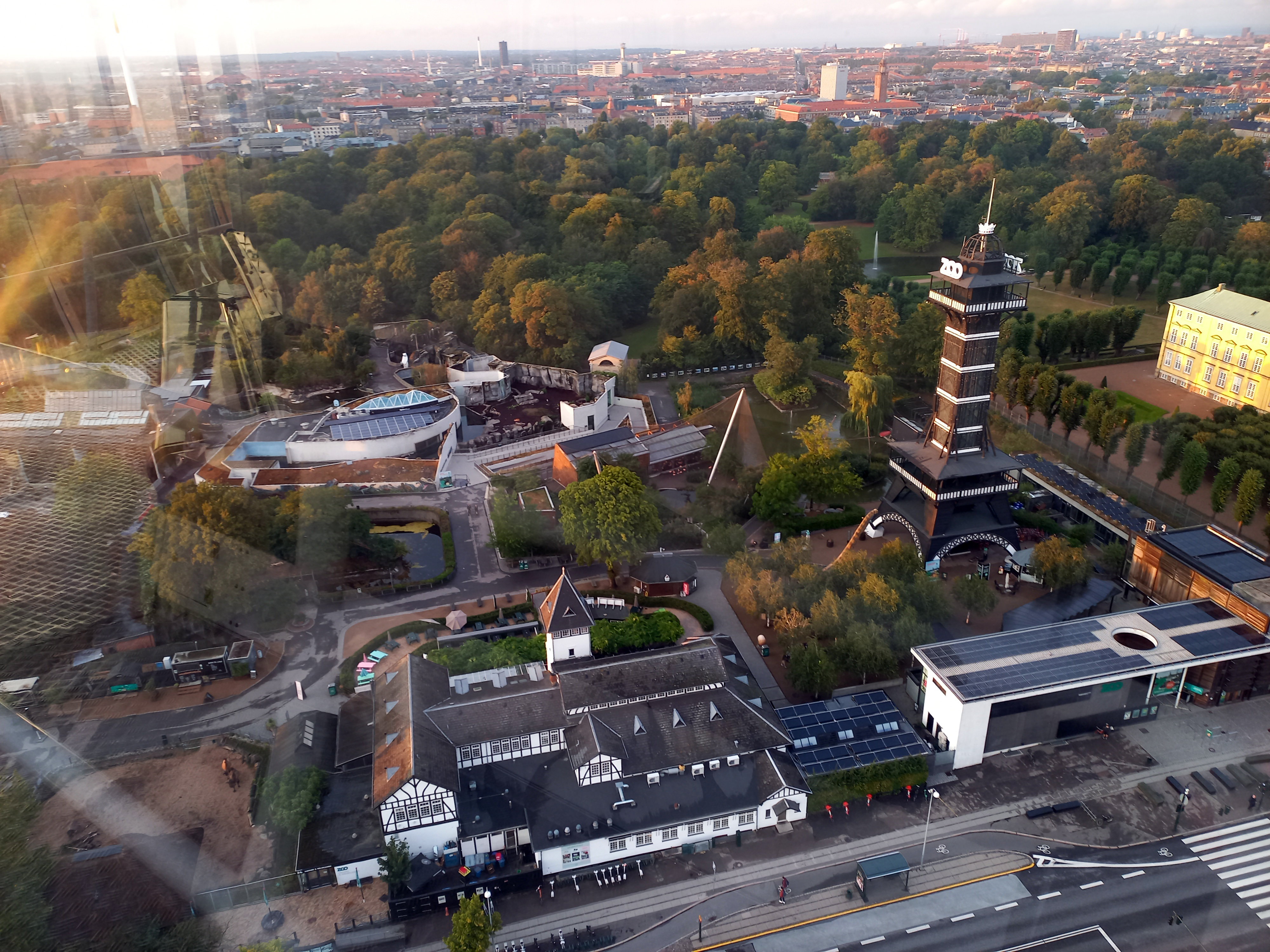
Частину зоопарку видно зверху з тимчасового скайлайнера

Примітною і помітною особливістю зоопарку є дерев'яна оглядова вежа. З висоти 43,5 метра (142,7 фута). Вежа була побудована в 1905 році і є однією з найвищих оглядових веж, побудованих з дерева у світі. Її основа подібна до основи Ейфелевої вежі.

## Експонати
У зоопарку представлені тварини, які не розміщені в жодній з основних зон: двогорби верблюди, червоні фламінго, червоні ібіси, рожеві косарі, червоноголові катарти кучеряві пелікани, грифи, пінгвіни Гумбольдта, каліфорнійські морські леви, чорношапочні мавпи-білки, шимпанзе та леви.

### Скандинавські країни та Арктичне кільце
У частині зоопарку під назвою «Скандинави» (дан. Norden), відвідувачі можуть побачити такі види, як звичайні тюлені, білі сови, північні олені, вівцебики, бурі ведмеді, песці та вовки. «Арктичне кільце» (дан. Den Arktiske Ring), яке відкрилося у 2013 році, має експозицію для білих ведмедів (у тому числі тунель, що дозволяє побачити їх під водою) та вольєр для північноатлантичних морських птахів (гагарок).

### Азія
В «Азії» (дан. Asien), відвідувачі можуть побачити східних малопалих видр, гімалайських панд, чепрачних тапірів, амурських леопардів і тигрів, азійських слонів та інших тварин.
Новий Будинок слонів, який відкрився в червні 2008 року, спроєктував Норман Фостер у співпраці з данським ландшафтним архітектором Стігом Л. Андерссоном. У ньому живуть азійські слони, і він складається з двох вольєрів зі скляним куполом. У ньому живуть азійські слони, і він складається з двох вольєрів зі скляним куполом. Один призначений для корів і телят і має розміри 45 на 23 метри (148 на 75 футів). Інший має розміри 30 на 15 метрів (98 на 49 футів) і призначений для биків, яких у шлюбний період утримують в окремих загонах, щоб уникнути бійок. Будівля також містить виставковий простір і невелику лекційну залу. Вольєри виходять через могутні іржаві сталеві двері на упорядкований вигул площею майже 1 гектар з басейном глибиною 3 метри (9,8 футів) і довжиною 60 метрів (200 футів).
Кордон загону з садами Фредеріксберга, що колись був стіною заввишки 3 метри (9,8 фута), було відкрито, щоб відвідувачі парку могли спостерігати за слонами

### Африка
Більшу частину розділу «Африка» (дан. Afrika) займає зона «Савана» (дан. Savannen). Це відкрите поле з містком для відвідувачів, де мешкають такі види тварин, як білі носороги, жирафи, імпали, чорні шаблероги, страуси та бурчеллові зебри. Бегемоти, які мають окремий вольєр, також мають частковий доступ до савани. Серед інших видів у африканському розділі є окапі, абіссінські кромкачі, африканські павичі, каракали та сурикати.

### Тасманія
Секція «Тасманія» (дан. Tasmanien) є унікальним для Копенгагенського зоопарку. Розділ був відкритий після весілля Фредеріка, спадкоємного принца Данії, і уродженки Тасманії Мері Дональдсон у 2004 році, коли уряд Тасманії подарував зоопарку чотирьох тасманійських дияволів. Це були перші тасманійські дияволи, які жили за межами Австралії. Відтоді територію було розширено шляхом об'єднання території для червоношиїх валлабі, велетенських кенгуру та ведмежих вомбатів. Частини цієї території також доступні для відвідувачів, що дозволяє кенгуру і людям перетинатися.

### Південна Америка
У розділі «Південній Америці» (дан. Sydamerika), відвідувачі можуть побачити такі види, як капібари, гуанако, великі нанду, патагонські мари, аргентинські чайї та великі мурахоїди. Всі вони мають доступ до однієї спільної території, створеної за зразком південноамериканських пампасів.

### Тропічний зоопарк
«Тропічний зоопарк» (дан. Tropezoo) складається з зали тропічних лісів з однією секцією для вільних птахів, черепах і двопалих лінивців і іншою для тропічних метеликів і західноафриканських крокодилів. Між ними знаходиться секція для рептилій, земноводних, риб і рідкісних яванських мишачих оленів.

### Дитячий зоопарк
У дитячому зоопарку (дан. Børnezoo), відвідувачі можуть побачити сільськогосподарських тварин і дрібних домашніх тварин, таких як лами, кози, корови, свині, коні, кури та кролики.

## Рідкісні види
- Протягом кількох років Копенгагенський зоопарк був єдиним зоопарком за межами Австралії, де утримувалися тасманійські дияволи.[14] Вони вперше розмножилися в Копенгагенському зоопарку у 2013 році, і дві самки народили загалом семеро дитинчат.[15]
- Серед інших рідкісних видів і підвидів, що утримуються в зоопарку, — каракалів, іржастощоких ткачиків, короткокрилих ткачиків, звичайного шимпанзе, жовтоголового амазона, рожевого язикового сцинка, ведмежого вомбата, велетенського кенгуру, малу гагарку та західноафриканського крокодила — всі ці види рідко зустрічаються в європейських зоопарках.
- У Копенгагенському зоопарку є рідкісні амурський леопард, окапі та вівцебик.
- У квітні 2019 року Копенгагенський зоопарк отримав двох великих панд з Китаю.

## Суперечка щодо вибракування
Здорового молодого самця жирафа Маріуса було вбито 9 лютого 2014 року за рекомендацією Європейської асоціації зоопарків і акваріумів. Його м'ясо згодували левам зоопарку, а інші частини передали науковій установі. Науковий директор Копенгагенського зоопарку Бенгт Хольст захищав вибракування, кажучи, що жирафи в зоопарку дуже добре розмножувалися, і в таких випадках жирафів доводилося вбивати, щоб забезпечити передачу найкращих генів, які гарантують довгострокове виживання тварин. Він підтвердив, що зоопарк зазвичай вибраковує від 20 до 30 тварин щороку. Смерть сталася, всупереч пропозиції інших зоопарків (Йоркширського парку дикої природи (YWP) (член EAZA) у Великій Британії та парку Hoenderdael у Нідерландах) взяти жирафа до себе.
YWP оприлюднила заяву про те, що вона має можливість прийняти ще одного жирафа до свого холостяцького стада у своєму надсучасному жираф'ячому будинку, побудованому у 2012 році, і що вона зв'язалася з Копенгагенським зоопарком, але відповіді поки не отримала. Раніше YWP отримав із Копенгагенського зоопарку самця жирафа того ж віку, що й Маріус. Бенгт Хольст заявив, що можливості YWP були б краще використані жирафом, гени якого менш представлені серед зоопарків EAZA.
Акція була розкритикована Стіне Єнсен з данської Організації проти страждань тварин, яка назвала її неетичною. Вона сказала: «Ця ситуація взагалі не повинна була статися. Вона лише показує, що зоопарк насправді не є такою етичною установою, якою він хоче себе зображати, тому що тут є відходи виробництва — це Маріус. Ми маємо зоопарк, який вважає, що приспати цього жирафа замість того, щоб подумати про альтернативи — найкращий варіант».
Агентство Ассошіейтед Прес розповсюдило фотографії того, як тушу жирафа розрізали на очах у дітей, а потім згодували левам зоопарку. Прессекретар зоопарку Тобіас Стенбек Бро (Tobias Stenbaek Bro) аявив, що відвідувачі, в тому числі діти, були запрошені подивитися, як з жирафа знімали шкуру і згодовували її частинами левам. «Я насправді пишаюся, тому що вважаю, що ми дали дітям величезне розуміння анатомії жирафа, яке вони не отримали б, дивлячись на жирафа на фотографії», — сказав Стенбек Бро в телефонному інтерв'ю Associated Press.
25 березня 2014 року, попри негативну реакцію, викликану винищенням жирафів, зоопарк умертвив чотирьох левів (двох дорослих і двох десятимісячних дитинчат). У зоопарку заявили, що вони впроваджували самця лева і не хотіли порушувати природну структуру і поведінку прайду. Левів не відбирали та не розтинали публічно.

## Культурні посилання
Копенгагенський зоопарк використовується як локація у фільмах Копенгагенці (Københavnere) (1933), Віденська дитина (Wienerbarnet) (1941), Тримай руки подалі від мами (Hold fingrene fra mor) (1951), Батько чотирьох дітей на селі (Far til fire på landet) (1955), Ми всі божевільні (Vi er allesammen tossede) (1959), Ріккі та чоловіки (Rikki og mændene) (1962), Великий день купання (Den store badedag)(1991), Г'юго, звір з джунглів (Jungledyret Hugo) (1993) і Батько чотирьох дітей японською мовою (Far til fire på japon) (2010).
Зоопарк також використовується як локація для 84-го епізоду телевізійного шоу DR Huset på Christianshavn і різдвяного календаря Brødrenes Mortensens jul на телеканалі TV2.

## Галерея

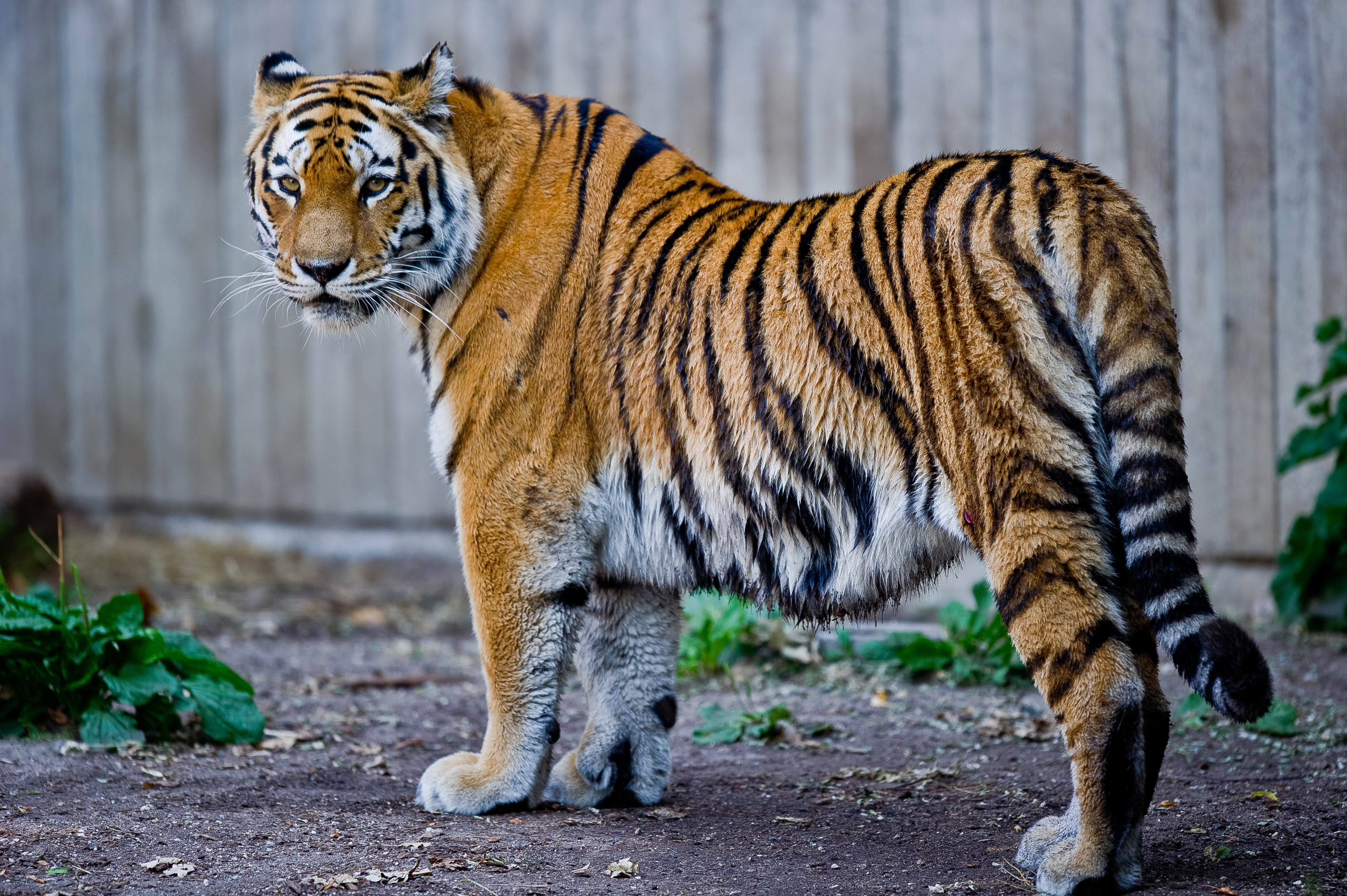
Амурський тигр (Panthera tigris tigris станом на 2017 рік)
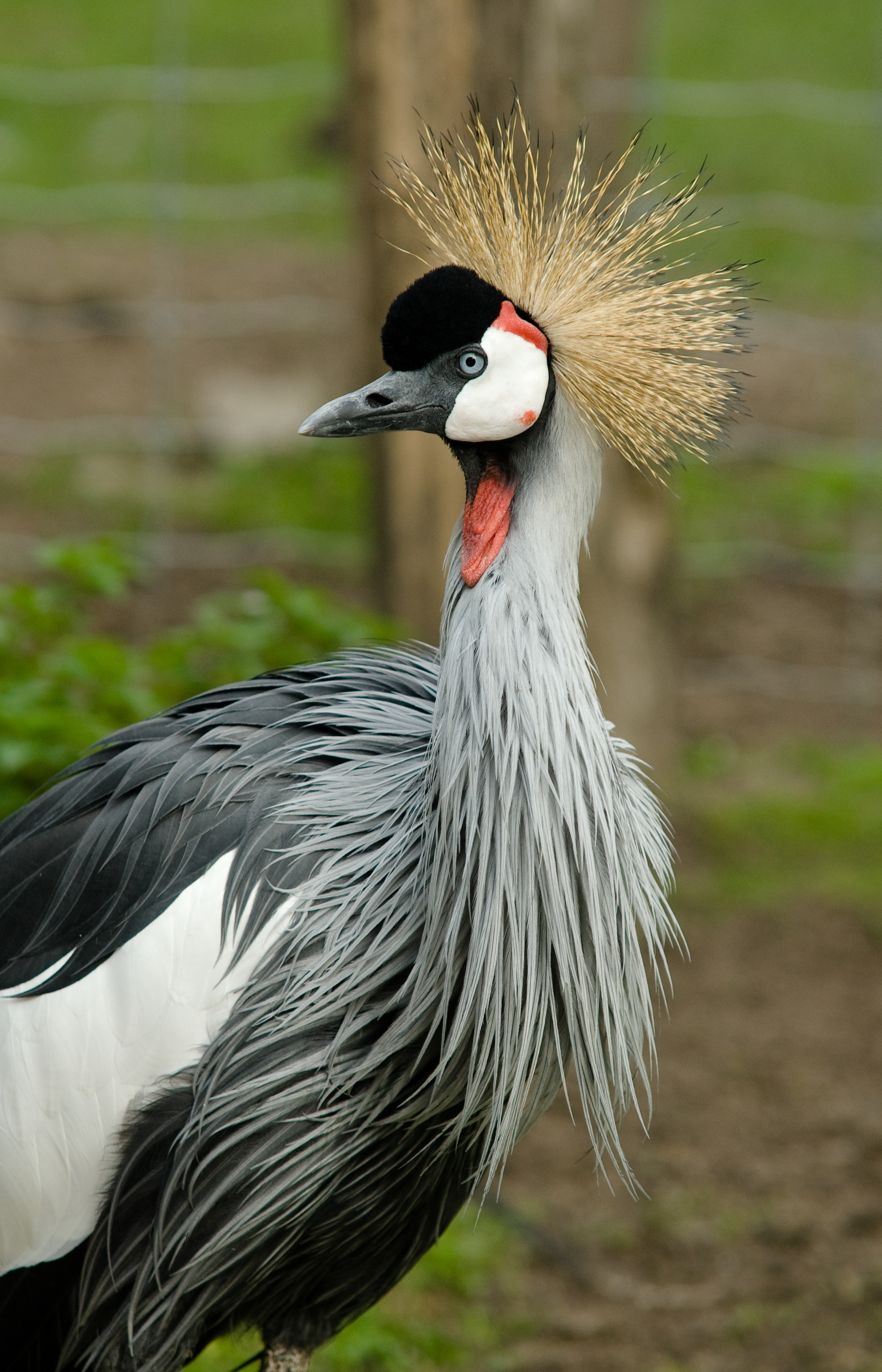
Південний журавель-вінценос (Balearica regulorumin)
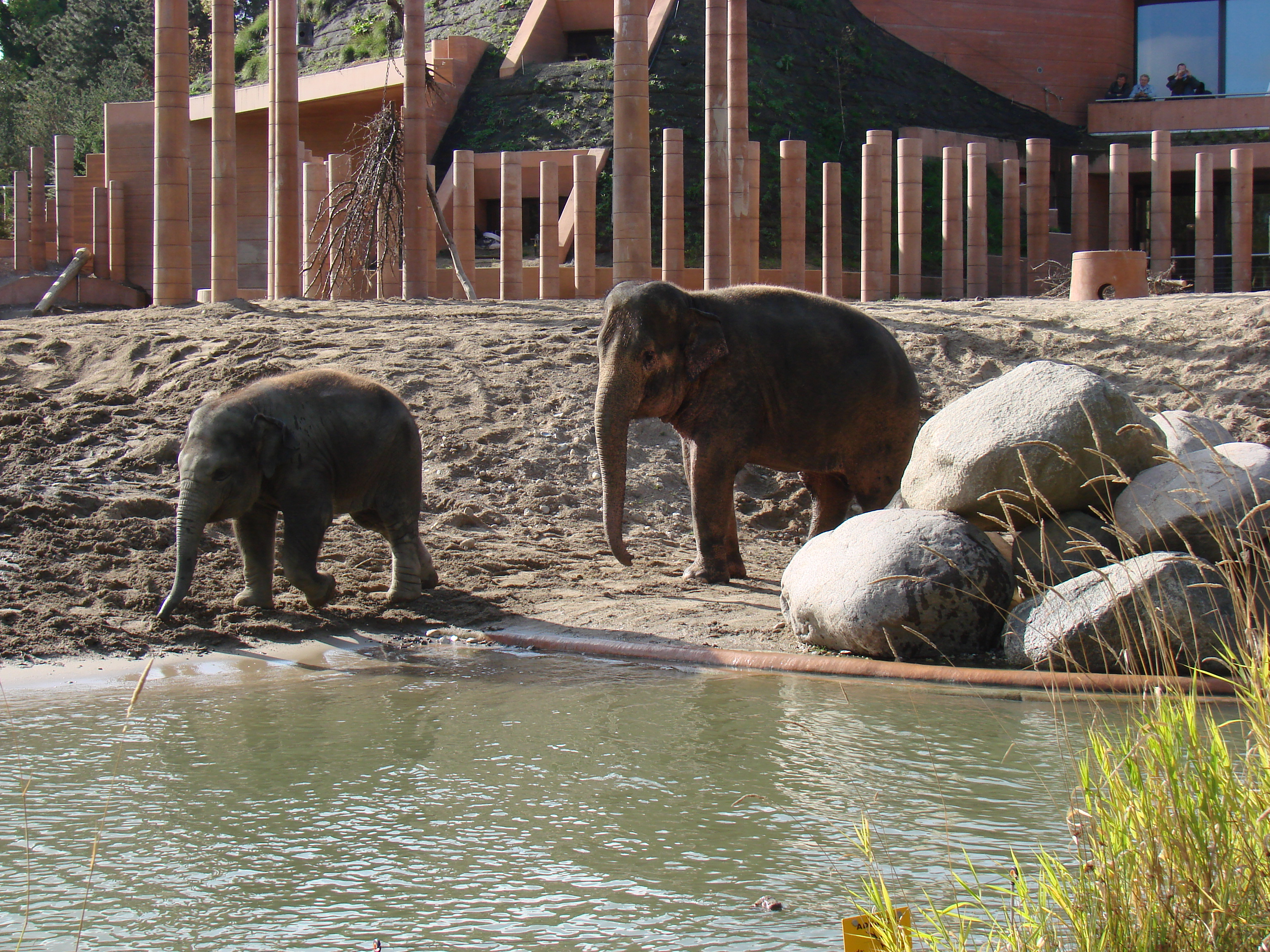
Азійський слон (Elephas maximus) на території нового Будинку слонів
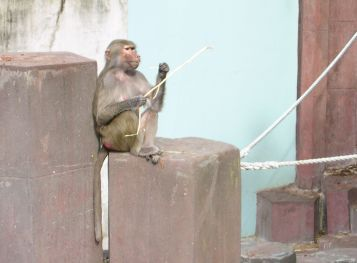
Гамадрил (Papio hamadryas)
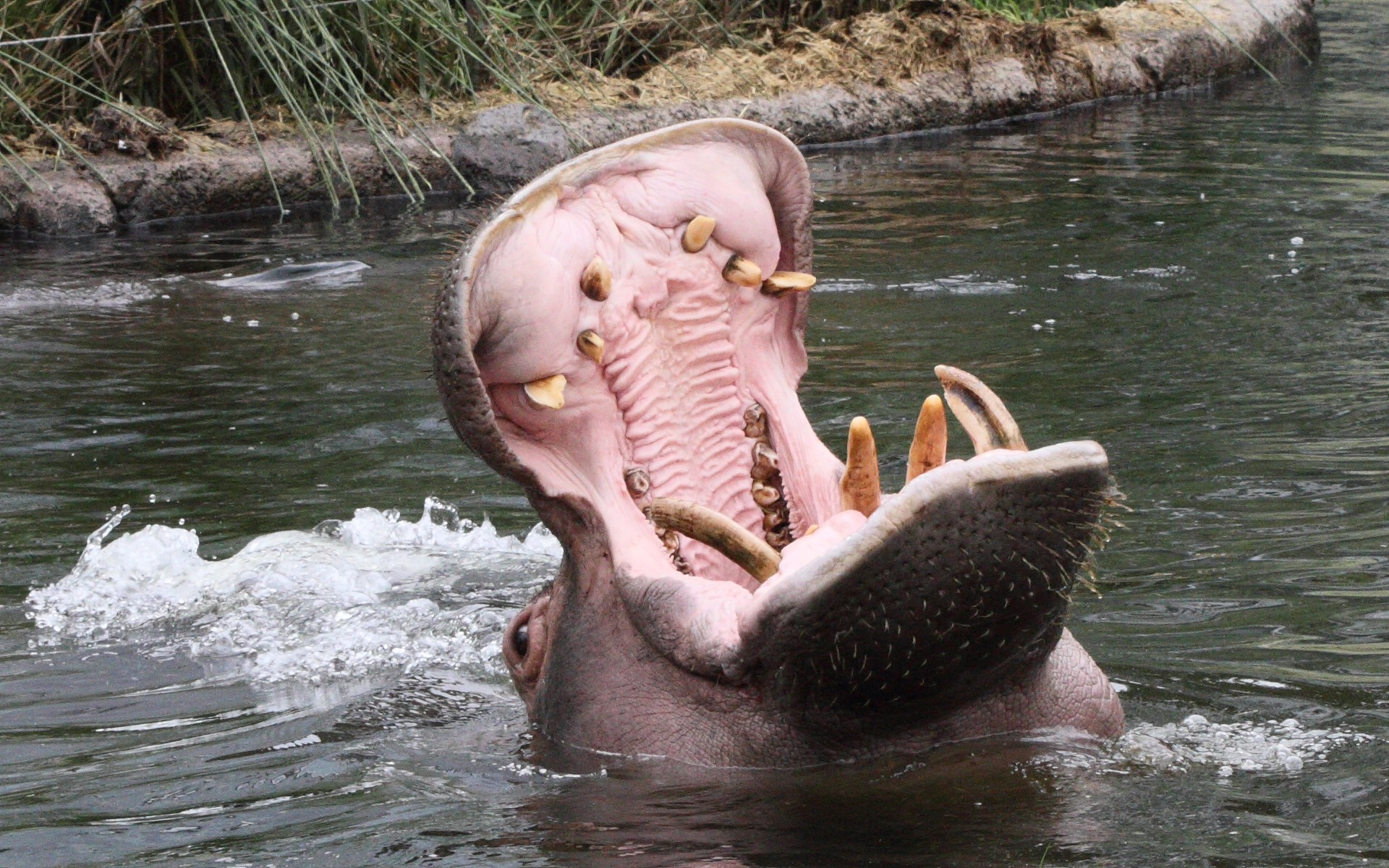
Бегемот (Hippopotamus amphibius) позіхає